# 格罗苏夫尔
格罗苏夫尔（法語：Grossouvre，法語發音：[ɡʁɔsuvʁ]）是法国谢尔省的一个市镇，位于该省东南部，属于圣阿芒蒙龙区。

## 地理
格罗苏夫尔（46°52'43"N, 2°56'14"E）面积15.75 平方千米，位于法国中央-卢瓦尔河谷大区谢尔省，该省份为法国中部省份，北起卢瓦雷省，西接卢瓦-谢尔省和安德尔省，南至克勒兹省，东南接阿列省，东临涅夫勒省。
与格罗苏夫尔接壤的市镇（或旧市镇、城区）包括：拉沙佩勒于贡、热尔米尼莱克桑、讷维勒巴鲁瓦、桑宽、沃罗。

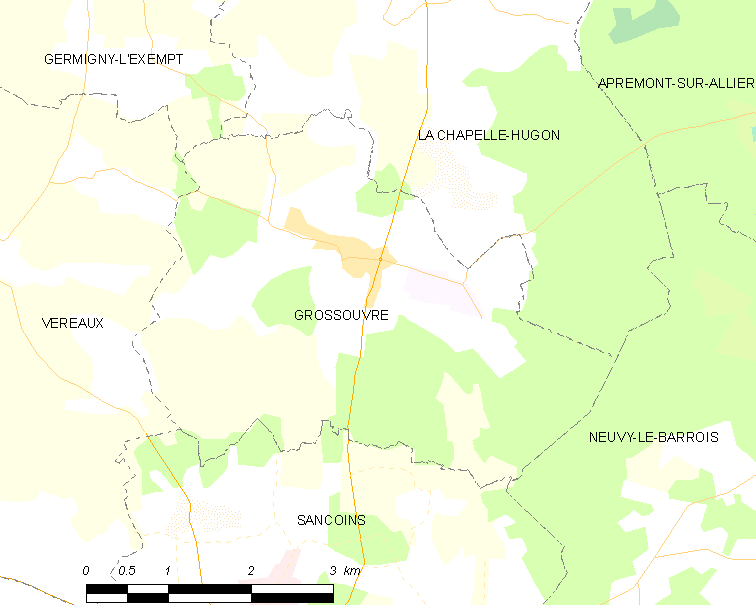
格罗苏夫尔的OSM定位图

格罗苏夫尔的时区为UTC+01:00、UTC+02:00（夏令时）。

## 行政
格罗苏夫尔的邮政编码为18600，INSEE市镇编码为18106。

## 政治
格罗苏夫尔所属的省级选区为欧龙河畔丹县。

## 人口

1962-2008年间格罗苏夫尔人口变化图示

格罗苏夫尔于2022年1月1日时的人口数量为264人。